# Morpho cisseis
Morpho cisseis är en fjärilsart som beskrevs av Felder 1860. Morpho cisseis ingår i släktet Morpho och familjen praktfjärilar. Inga underarter finns listade i Catalogue of Life.